# 2101 Adonis
A 2101 Adonis (ideiglenes jelöléssel 1936 CA) egy földközeli kisbolygó. Eugene Joseph Delporte fedezte fel 1936. február 12-én.